# Oreogrammitis nubicola
Oreogrammitis nubicola är en stensöteväxtart som beskrevs av Barbara S. Parris. Oreogrammitis nubicola ingår i släktet Oreogrammitis och familjen Polypodiaceae. Inga underarter finns listade.